# نیوفلد (کالیفرنیا)
نیوفلد (به انگلیسی: Neufeld) یک منطقهٔ مسکونی در ایالات متحده آمریکا است که در شهرستان کرن، کالیفرنیا واقع شده‌است. نیوفلد ۹۹ متر بالاتر از سطح دریا واقع شده‌است.